# Monocentropus
Genre
Monocentropus est un genre d'araignées mygalomorphes de la famille des Theraphosidae.

## Distribution
Les espèces de ce genre se rencontrent au Yémen sur l'île de Socotra et à Madagascar.

## Liste des espèces
Selon World Spider Catalog (version 26, 29/07/2025) :
- Monocentropus balfouri Pocock, 1897
- Monocentropus lambertoni Fage, 1922

## Systématique et taxinomie
Ce genre a été décrit par Pocock en 1897 dans les Theraphosidae.

## Publication originale
- Pocock, 1897 : « On the spiders of the suborder Mygalomorphae from the Ethiopian Region, contained in the collection of the British Museum. » Proceedings of the Zoological Society of London, vol. 1897, p. 724-774 (texte intégral).